# Selección femenina de críquet de Inglaterra
La selección femenina de críquet de Inglaterra representa a Inglaterra y Gales en el cricket femenino internacional. El equipo es administrado por la England and Wales Cricket Board (ECB); jugaron sus primeras pruebas en 1934-1935 , cuando derrotaron a Australia 2-0 en una serie de tres pruebas. Su capitana actual es Heather Knight. También hay un equipo de la Academia Femenina de Inglaterra, formado por jugadores justo debajo del equipo completo de Inglaterra.
En 2017, ganaron el premio BBC Sports Team of the Year Award.

## Historia

### Pioneros
Inglaterra fue parte de la primera serie de pruebas femeninas, ya que su equipo liderado por Betty Archdale recorrió Australia en el verano de 1934-1935, tres años después de la gira Bodyline de los hombres. El equipo y su capitán recibieron respuestas "cálidas" de la multitud australiana. Al ganar las dos primeras pruebas y empatar la tercera, Inglaterra ganó la primera serie de pruebas femeninas y también venció a Nueva Zelanda por una entrada y 337 carreras en el camino a casa, donde Betty Snowball contribuyó con 189 entradas, que iba a seguir siendo un récord de prueba de mujeres durante medio siglo. Sin embargo, su jugadora principal, y una de las jugadoras de críquet más conocidas de la época, fue la todoterreno Myrtle Maclagan. Ella anotó el primer siglo en un Test Match femenino el 7 de enero de 1935.

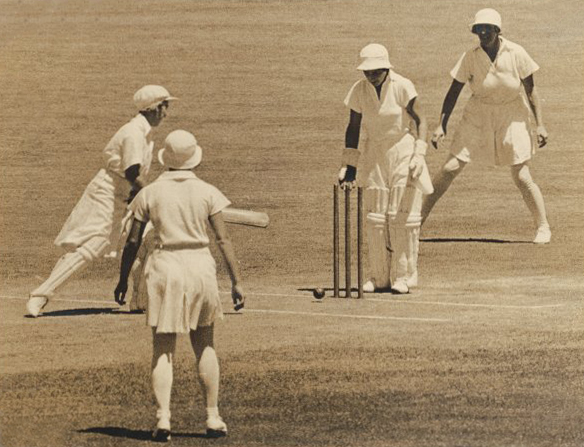
Australia vs Inglaterra en el segundo Test match femenino en Sídney, 1935

Dos años más tarde, Inglaterra sufrió su primera derrota en la prueba, a manos de Australia en Northampton . Mientras Australia realizaba su gira inaugural, un equipo de Inglaterra, que incluía a siete debutantes, concedió 300 en el primer día y, a pesar de sacar a Australia 102 en la segunda entrada, perdió por 31 carreras. Inglaterra se recuperó para tomar la segunda prueba después de una primera entrada 115 de Myrtle Maclagan , quien también tomó cinco ventanillas para abrir la bolera, y la tercera prueba se dibujó para asegurar un empate en la serie 1-1.

### Perdida de ceniza
Inglaterra comenzó a jugar al cricket de prueba femenino nuevamente en 1948–49, cuando viajaron por Australia para una serie de partidos de prueba de tres. Un equipo de Inglaterra con siete debutantes, perdió las cenizas femeninas ante Australia después de perder la primera prueba y empatar las dos finales. Dos de sus once hicieron medio siglo de gira: Molly Hide , quien también bateó el tercer día de la prueba final para hacer el único siglo de Inglaterra en Australia esta temporada para empatar el juego, y Myrtle Maclagan , quien conectó 77 en la segunda prueba. . Ambos tenían experiencia de prueba desde antes de la guerra. Maclagan también fue el principal portador de terrenos de gira de Inglaterra, con nueve terrenos, por delante de Hide y Mary Johnson.que se llevaron seis cada uno. Sin embargo, Inglaterra aún venció a Nueva Zelanda en su Prueba un mes después de la conclusión de las Cenizas.
En 1951 , Australia realizó una gira por Inglaterra por primera vez en 14 años. Después de sacar la primera prueba en Scarborough, Inglaterra ganó una ventaja de 38 en las primeras entradas después de los cinco terrenos de Mary Duggan , y estableció un objetivo de 159, más grande que cualquier puntuación en las tres entradas anteriores, y un récord de ese tiempo. Australia fue 131 de ocho después de que Duggan tomó cuatro terrenos más, pero Inglaterra concedió 29 para el noveno terreno. Por lo tanto, entregaron las Cenizas nuevamente, a pesar de ganar la Prueba final por 137 carreras después de otro recorrido de nueve terrenos de Duggan para empatar la serie en 1-1.
La próxima serie internacional de Inglaterra incluye una visita de Nueva Zelanda en 1954 . Inglaterra ganó la primera prueba, a pesar de permitir un déficit de 10 en la primera entrada, pero empató la segunda y la tercera; la tercera prueba vio un juego de un día entero perdido por la lluvia. Excluyendo los únicos, esta fue la primera victoria de Inglaterra en una serie desde su serie inaugural.
Inglaterra se fue de gira por Australasia una vez más en 1957–58 , nueve años después de su gira anterior, pero Mary Duggan había asumido el cargo de capitana. Para variar, comenzaron contra Nueva Zelanda, donde empataron ambas Pruebas; A pesar de los cinco a favor de Duggan en las entradas finales, Nueva Zelanda cerró con 203 de nueve después de haber establecido 228 para ganar. Luego se trasladaron a Australia, donde su serie comenzó con un partido abandonado en el North Sydney Oval en febrero, y la segunda prueba en St Kilda tuvo el primer día de lluvia. Sin embargo, cuando los equipos entraron a batear, Duggan estableció un récord de prueba de mujeres; reclamó siete bateadoras australianas, todas para puntajes de un solo dígito, y en 14.5 overs concedió seis carreras, mejorando la mejor marca anterior de Maclagan de siete para 10. El récord se mantuvo durante 38 años. Sin embargo, Betty Wilson respondió con siete de siete, ya que Inglaterra fue eliminada por 35, tres menos que el total de Australia, y luego hizo un centenar de entradas cuando Australia estableció un objetivo de 206 en 64 overs. Inglaterra perdió ocho terrenos para 76, pero aún logró el empate, mientras que Wilson reclamó cuatro terrenos para convertirse en el primer jugador de prueba en anotar cien y tomar diez terrenos en un partido.
Wilson también conectó cien en la tercera prueba en Adelaide, pero Cecilia Robinson respondió con cien de los suyos, que duró hasta el último día de juego. Con Ruth Westbrook y Edna Barker también anotando medio siglo, Inglaterra ganó una ventaja en la primera entrada, pero Australia bateó para hacer 78 de dos y empatar el juego. También se sorteó la cuarta prueba; Inglaterra iba detrás por 27 al entrar en el último día, pero Robinson llevó su bate a 96 sin out ya que Inglaterra sobrevivió a 102.5 overs y estableció a Australia un objetivo de 162. Sin embargo, Inglaterra solo obtuvo un wicket en respuesta para empatar el juego.

### Invictos de la década de 1960
Después de la década de 1950, donde Inglaterra había perdido dos y ganado dos pruebas, Inglaterra pasó por la década de 1960 sin perder ninguna de sus 14 pruebas, con la mayoría, diez, empatadas. Su primera serie fue contra los debutantes de la prueba Sudáfrica . Una vez más, la serie tuvo una mayoría de empates, pero un equipo de Inglaterra capitaneado por Helen Sharpe de 23 años ganó la serie 1-0 después de reclamar la tercera prueba en Durban por ocho terrenos. Sin embargo, Sudáfrica ganó ventaja en la primera entrada en la primera y última prueba, pero siguió en la segunda prueba, que se vio afectada por la lluvia.
En 1963, Inglaterra se llevó la que sería su última victoria en la serie sobre Australia en 42 años. En la primera prueba, Inglaterra hizo 91 de tres en las entradas finales, pero en el segundo partido en el North Marine Road Ground en Scarborough, Inglaterra estaba 97 atrás con nueve terrenos en la segunda entrada al cierre del segundo día. Los terrenos cayeron de manera constante durante el tercer día, e Inglaterra cayó de 79 por cuatro a 91 por nueve; sin embargo, Eileen Vigor y June Bragger aguantaron durante el décimo terreno para dibujar el juego. Tres semanas después, los equipos se enfrentaron para el tercer y último partido decisivo en The Oval , y la capitana Mary Duggan, en su última prueba, anotó su segundo siglo de prueba como Inglaterra declaró en 254 por ocho. Australia respondió con 205, luego tomó dos terrenos ingleses en el segundo día, y se estableció un objetivo de 202. Con Duggan y Anne Sanders haciendo la peor parte de los bolos, Inglaterra tomó los primeros nueve terrenos para 133, antes del No. 10 de Australia y 11 construyó una asociación. Sin embargo, Edna Barker fue contratada como la séptima jugadora de bolos de las entradas, y con su decimocuarta bola hizo que Marjorie Marvell ganara el juego para Inglaterra.
Rachael Heyhoe-Flint se hizo cargo de la capitanía de la serie de 1966 contra Nueva Zelanda e hizo su primer siglo de prueba en su primera prueba como capitana. Nueva Zelanda bateó el partido perdiendo doce terrenos, sin embargo, y la primera prueba fue dibujada. En el segundo, Nueva Zelanda se recuperó de un déficit de la primera entrada para poner a Inglaterra un objetivo de 157, que resultó en otro empate, y en el tercer Test, Inglaterra estuvo cinco por tres durante la noche del segundo día, perdiendo por 65. Se perdió otro terreno. en la tercera mañana, pero Inglaterra aguantó 100 overs y puso a Nueva Zelanda 84 en nueve overs para ganar la serie. Inglaterra concedió 35 y no pudo tomar un wicket, pero igual empató el juego y la serie 0-0.
Luego, Inglaterra realizó una gira por Oceanía en 1968-69, defendiendo con éxito a los Ashes después de otro empate 0-0. La debutante Enid Bakewell , de 28 años, hizo cien en la primera prueba, pero Australia declaró 69 por delante e Inglaterra bateó al tercer día para hacer 192 de siete; en la segunda prueba, Edna Barker registró cien, e Inglaterra estableció un objetivo de 181, pero solo pudo tomar cinco terrenos para 108 en las entradas finales de Australia. El partido decisivo en Sídney también vio una declaración, de Australia, que hizo 210 de tres declarados en su segunda entrada, pero Inglaterra perdió sólo seis terrenos en la persecución para empatar de nuevo.
En Nueva Zelanda, se siguió el mismo procedimiento: Bakewell anotó su segundo Test cien y tomó cinco terrenos en el primer Test sorteado, donde la tercera entrada duró 4.4 overs antes de que el juego fuera cancelado como empate. Ella siguió con 114 y ocho terrenos en la segunda prueba, donde Inglaterra derrotó a Nueva Zelanda por 186 en el último día, y persiguió 173 en 42.3 overs después de 66 no en la segunda entrada de Bakewell, y en la tercera prueba New Zelandia fue eliminada por 214 en 68.3 overs después de haber establecido 252 para ganar. Bakewell hizo 412 carreras en sus cinco entradas de prueba en Nueva Zelanda, y lo combinó con 19 terrenos, y encabezó tanto las carreras como el recuento de terrenos. En toda la gira, también incluyendo partidos contra otros oponentes, Bakewell anotó 1.031 carreras y tomó 118 terrenos.

### Primera Copa del Mundo
Las Indias Occidentales aún no habían recibido el estatus de Prueba, pero Inglaterra realizó dos giras allí en 1969–70 y 1970–71, patrocinadas por Sir Jack Hayward. Hayward había recibido cartas del capitán de Inglaterra Heyhoe-Flint pidiendo patrocinio, y después de una conversación entre los dos en 1971, Hayward y la Women's Cricket Association acordaron organizar la Copa Mundial Femenina inaugural , que se convertiría en la primera Copa del Mundo. en cricket. Inglaterra alineó dos equipos: un equipo de Inglaterra Joven, que fue eliminado por 57 por Australia en el primer Internacional Femenino de un día, y el equipo mayor. Además, tres mujeres inglesas, Audrey Disbury ,Wendy Williams y Pamela Crain jugaron para el XI Internacional.
Los jóvenes ganaron un juego, contra Young England, mientras que Inglaterra ganó cuatro de sus primeros cinco juegos. En el partido con Nueva Zelanda , la lluvia los obligó a marcharse después de 15 overs, en 34 para uno necesitando 71 de los últimos 20, y Nueva Zelanda fue declarada ganadora en "tasa de carrera promedio". Sin embargo, Nueva Zelanda no fue una amenaza, ya que perdió con dos balones de sobra contra el XI Internacional y por 35 carreras contra Australia. Con el partido entre Australia y el XI internacional lloviendo, Australia entró en el juego final con un punto de ventaja sobre Inglaterra, pero en un clima "gloriosamente" justo en Edgbaston, Enid Bakewell anotó su segundo siglo del torneo, e Inglaterra anotó 273 de tres. Bakewell también lanzó 12 overs de 28, tomando el terreno del máximo goleador Jackie Potter, ya que Inglaterra limitó a Australia a 187 en sus 60 overs y ganó la Copa del Mundo.

### 2005
En la Copa del Mundo de 2005, Inglaterra perdió en las semifinales ante el eventual ganador Australia. Sin embargo, Inglaterra ganó la serie de dos pruebas contra Australia 1-0, reclamando las cenizas femeninas por primera vez en 42 años. La serie de un día entre las dos partes fue muy disputada, con Australia ganando el partido final para llevarse la serie 3-2. El equipo femenino participó en el desfile y las celebraciones que se llevaron a cabo en Trafalgar Square junto al equipo masculino victorioso.
Con Clare Connor perdiéndose la gira de invierno de 2005, la bateadora de nivel medio Charlotte Edwards fue nombrada capitana de la serie contra Sri Lanka e India, con Inglaterra ganando fácilmente los dos ODIs contra Sri Lanka antes de empatar la única prueba contra India y perder el 5-match. Serie ODI 4–1. Connor anunció su retiro del cricket internacional en 2006, con Edwards ahora el capitán oficial de la serie contra India en Inglaterra.

### 2008
A pesar de haber sido descartado como desvalido antes de que comenzara la gira australiana, Inglaterra empató la serie internacional de un día contra Australia, dos todos, y retuvo las Cenizas con una victoria de seis wicket en el partido de prueba único en Bowral . Isa Guha tomó nueve terrenos en el partido de prueba y ganó el premio al jugador del partido, mientras que la bateadora de nivel medio, Claire Taylor, anotó dos valientes cincuenta. La capitana Charlotte Edwards acertó las carreras ganadoras, como lo hizo en el Sydney Cricket Ground en su número 100 internacional de un día.

### 2009
Inglaterra ganó la Copa del Mundo de 2009, celebrada en Australia, derrotando a Nueva Zelanda por 4 terrenos en la final en el North Sydney Oval. Solo perdieron un partido en el torneo, contra Australia, mientras que derrotaron a India, Pakistán, Nueva Zelanda, Sri Lanka y las Indias Occidentales. Claire Taylor fue la bateadora más prolífica del torneo y Laura Marsh la jugadora de bolos más exitosa. El vicecapitán Nicki Shaw, restituido al equipo solo debido a la lesión de Jenny Gunn, tomó 4 terrenos y golpeó un 17 vital para no ganar el premio al hombre del partido en la final. Caroline Atkins, Sarah Taylor y la capitana Charlotte Edwards fueron prolíficas con el bate, mientras que las jugadoras de bolos Holly Colvin y Katherine Brunt dominaron con el balón. Cinco jugadores de Inglaterra fueron nombrados en el equipo compuesto ICC del torneo. Claire Taylorfue nombrada una de las cinco jugadoras de críquet del año de Wisden, la primera mujer en ser honrada con el premio en sus 120 años de historia.
Inglaterra subrayó su dominio del fútbol femenino con la victoria en el Campeonato Mundial Twenty / 20 inaugural en Lords. Después de clasificarse en la cima de su grupo preliminar, derrotando a India, Sri Lanka y Pakistán, superaron un formidable total australiano en la semifinal, gracias a los 76 invictos de Claire Taylor. Un hechizo de 3 de 6 por la rápida lanzadora Katherine Blunt hizo que Nueva Zelanda fuera despedida. por 85 en la final en Lords y Jugador de la Serie Claire Taylor llevó a Inglaterra a la victoria con 39 invictos. Inglaterra completó la temporada reteniendo a los Ashes con un empate en la prueba única en New Road, Worcestershire gracias a los rápidos bolos de Katherine Brunt, quien tomó siete terrenos, y persiguió el bateo defensivo de Beth Morgan , quien bateó casi ocho horas en el partido.

### 2012 World Twenty20
De cara al Mundial Twenty20 de 2012 en Sri Lanka, Inglaterra fue considerada favorita después de una racha invicta de 18 meses que solo terminó en las semanas previas al torneo, en una serie contra las Indias Occidentales que Inglaterra ganó 4-1. Inglaterra se vio obligada a realizar un cambio tardío para el torneo durante esta serie, cuando Susie Rowe se fracturó el pulgar y fue reemplazada por Amy Jones, sin tope . Inglaterra se agrupó con Australia , India y Pakistán en el Grupo A, tras su salida de la fase de grupos en el anterior World Twenty20.
Inglaterra comenzó con una victoria sobre Pakistán, aunque fueron algo poco convincentes. Después de una posición inicial de 102 entre la capitana Charlotte Edwards y Laura Marsh , Inglaterra sólo anotó 31 carreras en sus últimos 7 overs para terminar 133–6. Pakistán nunca amenazó realmente con causar una sorpresa, y fueron eliminados por 90, incluidos 4-9 para Holly Colvin . Sin embargo, Danielle Wyattsufrió una lesión en el tobillo mientras jugaba a los bolos y esto limitó su participación en los bolos durante el resto de la fase de grupos. Cualquier inquietud en la primera actuación de Inglaterra fue anulada con una victoria de nueve terrenos sobre la India en su segundo juego, que los vio clasificar para la fase eliminatoria. India se limitó a 116-6 de sus 20 overs, antes de que otra impresionante posición de 78 de Edwards y Marsh terminara el juego como una competencia, con Edwards terminando en 50 * y ganando el premio al jugador del partido.
El último partido de la fase de grupos de Inglaterra fue contra Australia, y aunque ambos equipos ya se habían clasificado, el partido se vio como una buena oportunidad para obtener una ventaja psicológica antes de un posible enfrentamiento final. Australia registró un impresionante 144-5, a pesar de una actuación económica de Katherine Brunt , gracias a las puntuaciones de 39 de Meg Lanning y 38 de Lisa Sthalekar . Esta vez, Marsh partió temprano, lo que llevó a Sarah Taylor al pliegue, aunque Inglaterra continuó luchando por mantenerse con el ritmo de ejecución, perdiendo tanto a Edwards como a Arran Brindle.. Sin embargo, la llegada de Wyatt al pliegue vio una asociación de 65 de 33 bolas, lo que llevó a Inglaterra a una cómoda victoria, Taylor terminó con 65 * y Wyatt con 33 *. Inglaterra llevó este impulso a su semifinal con Nueva Zelanda, Lydia Greenway efectuó una carrera en el primer over para despedir a la capitana de Nueva Zelanda , Suzie Bates , y luego Nueva Zelanda sólo pudo publicar un decepcionante esfuerzo de 93–8. Inglaterra anotó cómodamente las carreras, con las contribuciones de Edwards, Taylor (que no terminó en el tercer juego consecutivo) y Greenway, y alcanzó su segunda final del Mundial Twenty20.
La final tuvo lugar el 7 de octubre, entre Inglaterra y Australia en Colombo . Inglaterra mantuvo su táctica de bolos primero cuando Edwards ganó el sorteo, aunque fue Australia quien hizo un comienzo mucho mejor, anotando 47 de sus primeros 6 overs durante el juego de poder sin perder un wicket. Lanning y Alyssa Healy fueron despedidas poco después, con Colvin tomando 2-21 de sus 4 overs, pero Jess Cameron anotó 45 en 34 bolas. Aunque después de la expulsión de Cameron, Australia solo anotó 23 carreras de sus últimas 23 bolas, registró una puntuación competitiva de 142–4. Inglaterra no pudo igualar el rápido comienzo de Australia, y con el ritmo de carrera subiendo, Australia pudo tomar terrenos cruciales en momentos importantes, Ellyse Perrylo que tuvo un gran impacto al tener a Taylor atrapado atrás y recibir las recepciones de los despidos de Edwards y Greenway. Cuando Brunt fue lanzado por Jess Jonassen la primera bola del 17, Inglaterra necesitó 42 de 23 bolas con solo 3 terrenos restantes. A pesar de los valientes esfuerzos de Jenny Gunn y Danielle Hazell , Hazell no pudo golpear la última bola del partido por seis ante Erin Osborne , y Australia ganó por 4 carreras.
A pesar de la derrota, Charlotte Edwards terminó como la anotadora más alta del torneo y, por lo tanto, fue nombrada jugadora del torneo. A ella se unieron en el equipo del torneo Laura Marsh , Sarah Taylor y Katherine Brunt .

### Copa Mundial Femenina 2013
Después de la decepción de no ganar el Twenty20 mundial, Inglaterra se dirigió a la India para la Copa Mundial de Críquet Femenina de 2013 , defendiendo su título de 2009. Inglaterra agregó a Georgia Elwiss a su equipo del World Twenty20, y estaba en el Grupo A con Sri Lanka , West Indies y la anfitriona India . El torneo de Inglaterra tuvo un comienzo desastroso, perdiendo un emocionante partido ante la poco atractiva Sri Lanka. Sarah Taylor , Laura Marsh y Anya ShrubsoleTodos se perdieron el juego lesionados, y Sri Lanka ganó el sorteo e insertó a Inglaterra al bate. El lanzamiento resultaría crucial muchas veces en este torneo, ya que los primeros tiempos de inicio significaron que batear durante la primera hora fue extremadamente difícil, y así lo demostró en este partido, con Charlotte Edwards , Danielle Wyatt y Lydia Greenway dentro de los primeros ocho. overs. Arran Brindle (31) y Heather Knight (38) lideran la recuperación, pero tan pronto como Inglaterra ganó el dominio, ambos fueron despedidos. Se dejó a la vice-capitana Jenny Gunn y a la debutante Amy Jonespara llevar a Inglaterra a un marcador defendible, y lo hicieron, con Gunn haciendo 52 y Jones 41. Algunos golpes tardíos de Katherine Brunt y Danielle Hazell elevaron a Inglaterra a 238–8, y parecía que el desastre que los primeros terrenos habían prometido había sido evitado. Sri Lanka, sin embargo, logró una impresionante victoria, Chamari Atapattu anotando 62, y con el apoyo de Mendis y Siriwardene, colocó a Sri Lanka en una posición extremadamente fuerte. Brunt y Elwiss contraatacaron por Inglaterra, antes de que un brutal 56 de Eshani Lokusuriyage llevara a Sri Lanka a una racha de victoria. Ella se quedó sin en la final, pero Dilani Manodara Golpeó la última bola del partido de Elwiss por seis, ya que Sri Lanka ganó por solo un wicket, su primera victoria sobre Inglaterra.
Si bien este resultado no puso en peligro demasiado las posibilidades de clasificación de Inglaterra, destacó las posibles debilidades que otros equipos podían aprovechar. Taylor, Marsh y Shrubsole regresaron para el segundo juego contra India, aunque Inglaterra volvió a perder el sorteo y se encontró bateando. Mientras que Goswami despidió a Wyatt por poco dinero, Edwards y Taylor sobrevivieron y luego prosperaron. Taylor se quedó sin 35, pero Edwards continuó, y alcanzó su séptimo ODI cien, y cuando Brindle agregó 37 *, Inglaterra había alcanzado 272–8. A pesar de 107 * de Harmanpreet Kaur , Inglaterra ganó por 32 carreras, con la sobresaliente Brunt ganando 4-29 de sus 9 overs, y Holly ColvinEl hechizo avaro en el que concedió solo 29 carreras de sus 10 overs. El último partido de Inglaterra fue contra las Indias Occidentales, y solo el ganador garantizó un lugar en los súper seis. West Indies ganó el sorteo y sorprendentemente eligió batear, lo que pronto fracasó contra Brunt y Shrubsole. Las Indias Occidentales se redujeron a 31-6 y terminaron 101 con todas, Shrubsole se llevó 4-21 y Brindle 3-0, aunque esto no se logró sin preocupación para Inglaterra, ya que Edwards dejó el campo enfermo y Brunt se lesionó celebrando el wicket de Deandra Dottin.. Inglaterra logró el objetivo con 40 de Wyatt, llevándolos a la siguiente etapa. Sin embargo, Sri Lanka obtuvo otra sorprendente victoria sobre los anfitriones India, llevándolos junto con Inglaterra y las Indias Occidentales. Este resultado significó que Inglaterra logró una victoria y una derrota en lugar de dos victorias, lo que pronto resultaría crucial.
El primer juego de Inglaterra en los Super Sixes fue contra Australia , y el juego comenzó bien para Inglaterra, que ganó el sorteo después de descubrir que Australia no estaría su jugadora de bolos estrella, Ellyse Perry , lesionada. Brunt y Shrubsole pronto redujeron a Australia a 32-5, aprovechando al máximo el swing temprano, antes que Lisa Sthalekar y Sarah Coytelogró llevar a Australia a un nivel pobre pero no del todo poco competitivo. Inglaterra comenzó mal y se encontró con 39-6, incluido un segundo primer salto consecutivo para Taylor. Greenway hizo un valiente 49, pero su despido aparentemente marcó el final del partido. Inglaterra necesitaba 34 cuando su último par de Holly Colvin y Anya Shrubsole se unieron, pero llevaron a Inglaterra a tres carreras de la victoria, antes de que Erin Osborne despidiera a Colvin para ganar el juego para Australia. Inglaterra necesitaba ahora otros resultados para ir a su favor para llegar a la final, pero respondió magníficamente, lanzando a Sudáfrica.fuera por solo 77 en su próximo partido, con Shrubsole nuevamente en primer plano, obteniendo cifras sobresalientes de 10-5-17-5, y Wyatt recogiendo tres terrenos baratos. Inglaterra logró el objetivo en solo 9.3 overs, aumentando su tasa de carrera neta, vital en caso de que terminen empatados a puntos con otro equipo.
Inglaterra entró en su último partido de Super Sixes contra Nueva Zelandasabiendo que si Australia ganaba a las Indias Occidentales y ganaba a Nueva Zelanda, llegaría a la final. Sin embargo, durante las primeras etapas del partido llegó la noticia de que las Indias Occidentales habían protagonizado una remontada notable sobre Australia, lo que significa que esos dos equipos disputarían la final, e Inglaterra y Nueva Zelanda terminarían tercero y cuarto. El juego perdió algo de su intensidad después de que llegaron las noticias, pero Inglaterra registró 266–6, con Taylor anotando 88 y Edwards 54. Nueva Zelanda parecía estar bien encaminada hacia la victoria con 145–1, pero buenas rachas de bolos de Gunn y Colvin vieron colapsar a Nueva Zelanda e Inglaterra ganar por 15 carreras. Los mismos equipos luego disputaron el playoff del tercer / cuarto lugar, donde el una vez más impresionante Colvin ayudó a limitar a Nueva Zelanda a 220–8. Inglaterra persiguió con éxito este objetivo para terminar tercero en el torneo, con Taylor, Greenway y Brindle apoyaron un partido ganador de cien de Edwards, quien se convirtió en la primera mujer en anotar 5,000 carreras en ODIs cuando terminó 106 *. Edwards, Brunt, Colvin y Shrubsole fueron nombrados en el equipo del torneo, dando a Inglaterra la mayor cantidad de representantes con cuatro.

### 2013 Ashes victory
El verano de Inglaterra comenzó con un cambio en la estructura de los entrenadores, con la salida del entrenador de los cinco años anteriores, Mark Lane , para ser reemplazado por Paul Shaw . Inglaterra comenzó el verano con una serie internacional de 2 ODI, 2 Twenty20 contra Pakistán, que se utilizó como una oportunidad para brindar a algunos de los jugadores más jóvenes y marginales experiencia internacional debido a la necesidad de expandir el equipo junto con algunas lesiones residuales en los jugadores mayores. Inglaterra ganó la serie ODI 2-0 y empató la serie Twenty20 1-1, con debuts internacionales de Natalie Sciver , Lauren Winfield y Natasha Farrant .
Las cenizas comenzaron con el partido de prueba de cuatro días en Wormsley, con Australia haciendo un fuerte progreso el primer día, alcanzando 243-3 al final en un lanzamiento lento. Esto se extendió a 331-6 declarado antes del almuerzo del segundo día, Sarah Elliott completando su primer siglo de prueba. Arran Brindle partió temprano, pero una fluida asociación de cincuenta años de Heather Knight y Sarah Taylor puso a Inglaterra en ascenso. Taylor fue despedido por Holly Ferling cuando Inglaterra cayó dramáticamente a 113-6 y estaba en peligro repentino de verse obligada a seguir adelante. Que no lo hicieron se debió a una asociación de 156 entre Knight y Laura Marsh., que finalmente vio a Inglaterra ceder solo una ventaja de 17 a Australia. Knight, en solo su segunda prueba, anotó 157 en casi siete horas de bateo sin posibilidades, lo que le valió el premio a la jugadora del partido. Las entradas de Marsh, 55 de 304 balones y 343 minutos, fueron una de las más lentas registradas en los cincuenta internacionales, pero ayudaron a Inglaterra a escapar de los problemas en los que estaban. Desde el cierre de la primera entrada de Inglaterra, el partido se redujo a empate, el lanzamiento lento impidió que lado de forzar la victoria.
Con las Ashes ahora disputadas en los tres formatos, la Prueba dibujada significó que Inglaterra tendría que ganar la serie combinada de ODI y Twenty20 al menos 8-4 (2 puntos por una victoria) para recuperar las Ashes. Comenzaron mal en el primer ODI en Lords, donde Australia bateó primero y anotó 203–8, debido a las buenas actuaciones de Katherine Brunt y Marsh con el balón. Inglaterra comenzó bien, aunque un poco lento, pero se desvaneció contra los hilanderos australianos, ya que a pesar de 61 de Edwards, cayeron a una derrota de 27 carreras. Inglaterra regresó con fuerza en el segundo ODI en Hove, bateando primero y haciendo 256–6 en sus 50 overs. Edwards abrió el camino con su sexto ODI 50 consecutivo, con los seis primeros logrando al menos 26. Brunt y Anya Shrubsole luego descartaron a ambos abridores, incluido el peligrosoMeg Lanning por cero, ya pesar de 81 de Jess Cameron , Inglaterra ganó por 51 carreras, aunque Marsh se lesionó el hombro y se perdió el resto de la serie. El ODI final nuevamente tuvo lugar en Hove, y después de que la lluvia redujera el juego a 36 overs por lado, Australia anotó un imponente 203–4, liderado por Lanning's 64. Las entradas de Australia se destacaron por la notable destitución de la capitana australiana Jodie Fields , quien Taylor lo atrapó brillantemente con una mano mientras Fields intentaba revertir la barrida de Danielle Hazell . Inglaterra persiguió este objetivo de manera impresionante, ya que después del despido temprano de Edwards, Knight y Taylor se combinaron para una asociación de 126 en 18 overs. Cayeron por 69 y 64 respectivamente, pero Sciver y Gunn vieron a Inglaterra en casa y en una ventaja de la serie.
La serie Twenty20 comenzó en un Chemlsford repleto, e Inglaterra registró 146–4, debido en gran parte a Taylor, quien hizo 77. La respuesta de Australia nunca comenzó hasta algunos golpes tardíos de Perry y Haynes, pero Inglaterra ganó por 15 carreras a pesar de la pérdida de Shrubsole. a la lesión para moverse a una victoria de ganar la serie. En el siguiente juego en el Rose Bowl, Australia bateó primero e hizo 127–7, Hazell lanzó bien para quitar 2-11 de sus 4 overs. La respuesta de Inglaterra comenzó mal cuando cayeron a 9-3, pero Lydia Greenway, quien hizo un 80 invicto con 64 balones, llevó a Inglaterra a la victoria tanto en el partido como en la serie, y la cantidad de comentaristas elogió sus entradas por su calidad bajo presión. Inglaterra luego golpeó a Australia desinflada en el último partido de la serie, llevándose las Cenizas 12–4. Australia solo pudo manejar 91-7 de sus 20 overs contra una actuación muy disciplinada de los jugadores de bolos y jardineros de Inglaterra, y después de la pérdida de tres terrenos tempranos, Greenway y Sciver vieron a Inglaterra con una cómoda victoria. Knight, quien se desgarró el tendón de la corva en el partido final, recogió el premio al jugador de la serie.

### 2014-presente: era profesional
En febrero de 2014, el BCE decidió invertir en el fútbol femenino proporcionando contratos centrales a 18 jugadoras en mayo.
En octubre de 2019, la directora nacional Clare Connor anunció planes para hacer crecer todas las áreas del juego femenino, con la incorporación de 40 nuevas jugadoras contratadas a tiempo completo.
Debido a la pandemia de COVID-19 , el anuncio inicial de los jugadores se retrasó hasta junio de 2020, cuando el BCE anunció los primeros 25 de los 40 jugadores en recibir los nuevos contratos de retenedores regionales. La división de los 40 jugadores completos estará compuesta por 5 jugadores de cada una de las 8 regiones agrupadas.

## Participaciones

### Copa del Mundo
- 1973:
- 1978:
- 1982:
- 1988:
- 1993:
- 1997: Semifinales
- 2000: quinto lugar
- 2005: Semifinales
- 2009:
- 2013:
- 2017:

#### Campeonato de Europa
- 1989:
- 1990:
- 1991:
- 1995:
- 1999:
- 2001:
- 2005:  (Equipo de desarrollo)
- 2007:  (Equipo de desarrollo)

(Nota: Inglaterra envió un Equipo de Desarrollo a cada torneo del Campeonato de Europa, pero solo se mencionó específicamente como tal en 2005 y 2007).

#### Women's World Twenty20
- 2009:
- 2010: Fase de grupos
- 2012:
- 2014:
- 2016: Semifinalistas
- 2018:
- 2020: Semifinalistas

## Jugadoras

### Equipo actual
Esta es una lista de 24 jugadores que han sido incluidos en el regreso de Inglaterra al equipo de entrenamiento en junio de 2020.
- Las jugadoras en negrita fueron seleccionadas para la Copa Mundial Femenina T20 de la ICC 2020 en febrero de 2020.[30]
- Los jugadores en cursiva no están limitados.
- El contrato central del BCE se refiere al período 2019-2020.
- El contrato de retención regional del BCE se refiere al período 2020-21.[29]

| Nombre                        | Edad                  | Batting Style         | Bowling Style                          | Condado               | Test Caps             | ODI Caps              | T20 Caps              | S/N                   | C/T                   |
| Capitán y all-rounder         | Capitán y all-rounder | Capitán y all-rounder | Capitán y all-rounder                  | Capitán y all-rounder | Capitán y all-rounder | Capitán y all-rounder | Capitán y all-rounder | Capitán y all-rounder | Capitán y all-rounder |
| ----------------------------- | --------------------- | --------------------- | -------------------------------------- | --------------------- | --------------------- | --------------------- | --------------------- | --------------------- | --------------------- |
| Heather Knight                | 34 años               | Diestro               | Giro con el brazo derecho              | Berkshire             | 7                     | 101                   | 74                    | 5                     | Central               |
| Segundo capitán y pace bowler |                       |                       |                                        |                       |                       |                       |                       |                       |                       |
| Anya Shrubsole                | 33 años               | Diestro               | Brazo derecho rápido-medio             | Berkshire             | 6                     | 70                    | 75                    | 41                    | Central               |
| Bateadores                    |                       |                       |                                        |                       |                       |                       |                       |                       |                       |
| Sophia Dunkley                | 26 años               | Diestro               | Giro con el brazo derecho              | Surrey                | –                     | –                     | 10                    | 47                    | Regional Retainer     |
| Fran Wilson                   | 33 años               | Diestro               | Giro con el brazo derecho              | Kent                  | 1                     | 30                    | 25                    | 35                    | Central               |
| Danni Wyatt                   | 33 años               | Diestro               | Giro con el brazo derecho              | Sussex                | –                     | 74                    | 109                   | 28                    | Central               |
| Wicketkeepers                 |                       |                       |                                        |                       |                       |                       |                       |                       |                       |
| Tammy Beaumont                | 34 años               | Diestro               | —                                      | Kent                  | 4                     | 71                    | 83                    | 12                    | Central               |
| Amy Jones                     | 31 años               | Diestro               | —                                      | Warwickshire          | 1                     | 44                    | 49                    | 40                    | Central               |
| Lauren Winfield               | 34 años               | Diestro               | —                                      | Yorkshire             | 3                     | 42                    | 40                    | 58                    | Central               |
| All-rounders                  |                       |                       |                                        |                       |                       |                       |                       |                       |                       |
| Alice Davidson-Richards       | 30 años               | Diestro               | Brazo derecho rápido-medio             | Kent                  | –                     | 1                     | 5                     | –                     | Regional Retainer     |
| Georgia Elwiss                | 33 años               | Diestro               | Brazo derecho medio-rápido             | Sussex                | 3                     | 36                    | 14                    | 34                    | Central               |
| Emma Lamb                     | 27 años               | Diestro               | Giro con el brazo derecho              | Lancashire            | –                     | –                     | –                     | –                     | Regional Retainer     |
| Nat Sciver                    | 32 años               | Diestro               | Brazo derecho medio-rápido             | Surrey                | 5                     | 67                    | 75                    | 39                    | Central               |
| Bryony Smith                  | 27 años               | Diestro               | Giro con el brazo derecho              | Surrey                | –                     | 1                     | 3                     | 43                    | Regional Retainer     |
| Pace Bowlers                  |                       |                       |                                        |                       |                       |                       |                       |                       |                       |
| Lauren Bell                   | 24 años               | Diestro               | Brazo derecho rápido-medio             | Berkshire             | –                     | –                     | –                     | –                     | None                  |
| Katherine Brunt               | 39 años               | Diestro               | Brazo derecho rápido-medio             | Yorkshire             | 12                    | 123                   | 82                    | 26                    | Central               |
| Kate Cross                    | 33 años               | Diestro               | Brazo derecho rápido-medio             | Lancashire            | 3                     | 26                    | 13                    | 16                    | Central               |
| Freya Davies                  | 29 años               | Diestro               | Brazo derecho rápido-medio             | Sussex                | –                     | 1                     | 7                     | 61                    | Central               |
| Katie George                  | 25 años               | Izquierdo             | Medio brazo izquierdo                  | Hampshire             | –                     | 2                     | 5                     | 46                    | Central               |
| Issy Wong                     | 22 años               | Diestro               | Brazo derecho rápido-medio             | Warwickshire          | –                     | –                     | –                     | –                     | Regional Retainer     |
| Spin Bowlers                  |                       |                       |                                        |                       |                       |                       |                       |                       |                       |
| Sophie Ecclestone             | 25 años               | Diestro               | Ortodoxo lento del brazo izquierdo     | Lancashire            | 2                     | 24                    | 34                    | 19                    | Central               |
| Sarah Glenn                   | 25 años               | Diestro               | Giro de la pierna con el brazo derecho | Worcestershire        | –                     | 3                     | 10                    | 3                     | Central               |
| Kirstie Gordon                | 27 años               | Diestro               | Ortodoxo lento del brazo izquierdo     | Kent                  | 1                     | –                     | 5                     | 48                    | Central               |
| Linsey Smith                  | 27 años               | Izquierdo             | Ortodoxo lento del brazo izquierdo     | Sussex                | –                     | –                     | 9                     | 50                    | Regional Retainer     |
| Mady Villiers                 | 26 años               | Diestro               | Giro con el brazo derecho              | Essex                 | –                     | –                     | 4                     | 22                    | Central               |